# Tourisme dans les Pyrénées

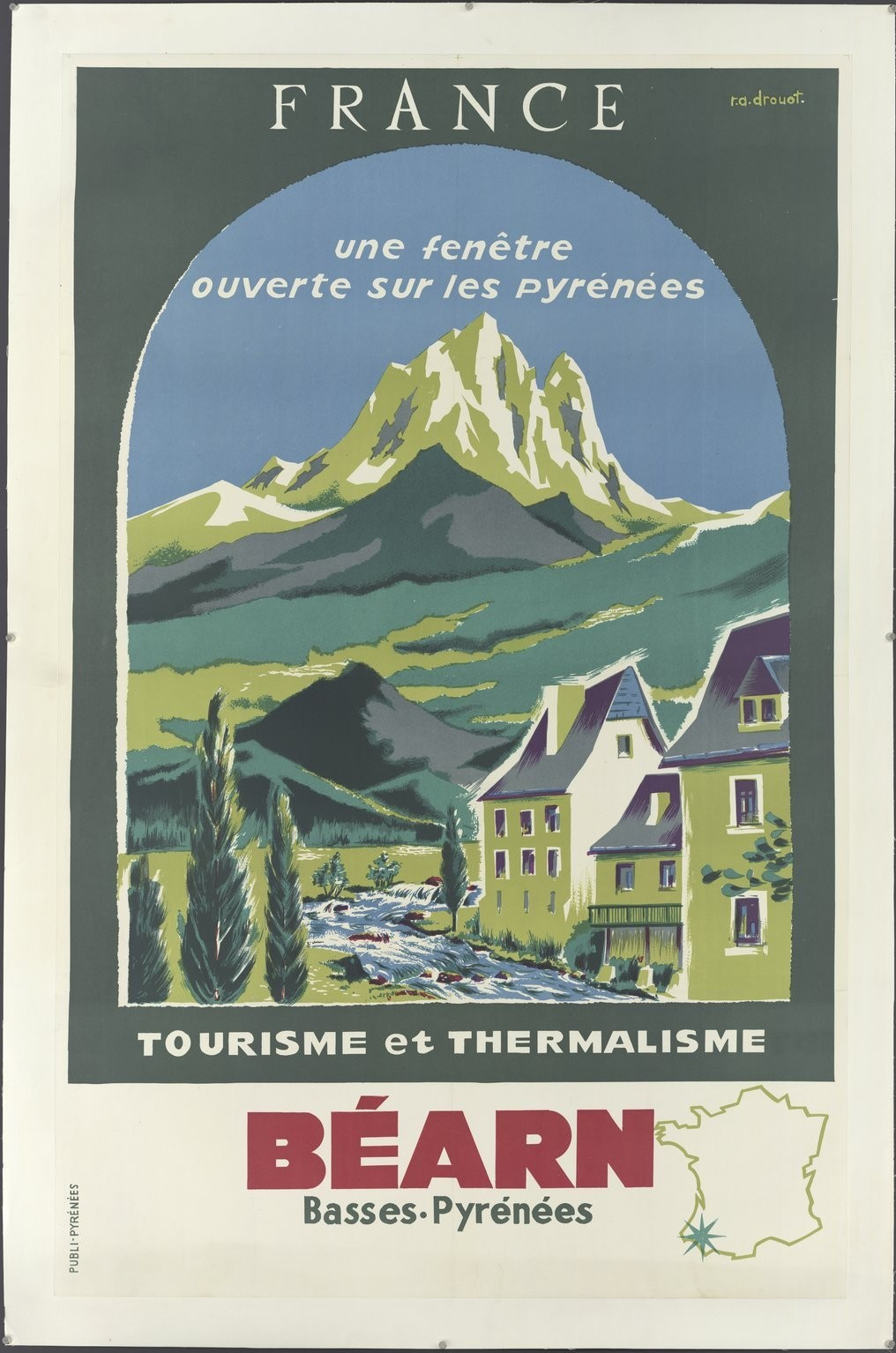
Affiche touristique de 1950 promouvant le tourisme et le thermalisme dans les Pyrénées béarnaises

Le tourisme dans les Pyrénées est un secteur économique important pour le massif pyrénéens. Il permet la création de nombreux emplois, ainsi que l'apport de fonds nécessaires au développement de la région.
Le tourisme en général représente une part non négligeable de l'économie des trois pays qui se partagent le massif, notamment pour la France et l'Espagne. En effet, ces deux pays apparaissent régulièrement en haut des classements des pays les plus visités au monde,,. Le tourisme en Espagne (sur l'ensemble du territoire, pas seulement dans les Pyrénées) représente 12,8% du PIB national. 
Le tourisme pyrénéen s'est bâtie progressivement. Durant l'antiquité, il ne dépassait guère peu le cadre du thermalisme. Au Moyen Âge, il s'est élargit avec le pèlerinage de Compostelle, et plus tard, avec les randonnées pédestre, l'alpinisme et le pyrénéisme, le cyclisme, les sports d'hiver, etc. Son passé a été marqué par de nombreuses civilisations et peuples au fil des époques et selon les espaces. Il en demeure aujourd'hui des traces importantes, participant à la création d'un tourisme culturel. Les patrimoines culturel et naturel du massif sont entre autres reconnus par l'ONU avec l'inscription de trois biens au patrimoine mondial de l'UNESCO. On retrouve le mont Perdu, la vallée du Madriu-Perafita-Claror et les églises romanes catalanes de la Vall de Boí,,. 
Cependant, les problématiques actuelles liées au climat, à la démographie ou encore à l'économie poussent à réenvisager le tourisme afin de le raccorder aux enjeux actuels. De même, ces contraintes engendre une baisse du tourisme dans certains secteurs, en particuliers dans les stations de sport d'hiver à cause de la raréfaction de la neige sur les pistes,. 

## Histoire du tourisme pyrénéen

### Antiquité
Les premières traces de tourisme dans le massif pyrénéen se concentrent d'abord autour du thermalisme, et plus précisément de la balnéothérapie sous l'empire romain. Plusieurs villes thermales sont apparues après la conquête des Pyrénées par l'empereur Auguste, de 27 à 19 avant J.-C. Les Romains considéraient alors les villes d'eaux comme des points stratégiques lors de leur politique de conquête territoriale et des armées étaient souvent positionnées proches de thermes. L'empire romain est également à l'origine de la création d'infrastructures reliant les villes d'eaux entre elles, tels que des routes ou des aqueducs. Quant aux thermes à proprement dit, ils étaient constitués de plusieurs salles : le curiste commençait par se déshabiller dans les vestiaires puis réalisait quelques exercices physiques. Après, il se rendait dans une suite de salle : une piscine extérieure, une salle tiède appelée tepidarium, le sudatorium où son corps évacuait les impuretés, un bain de propreté chauffé à 55°C dans le caldarium, une salle où il se recevait un massage à la brosse, et enfin, le frigidarium où il trouvait un bain froid accompagné d'huiles odorantes. Il terminait généralement sa cure par des moments de détente tels que des siestes, promenades et lectures. La déesse latine associée aux eaux s'appelait Ilixion.  Elle avait, entre autres, prêtée son nom à une cité thermale éponyme, (aujourd'hui devenue Bagnères-de-Luchon). Un exemple de thermes romains est celui de la cité d'Imus Pyrenaeus (aujourd'hui Saint-Jean-Le-Vieux). Construit aux alentours de 10 av. J.-C., les thermes sont constitués des bassins et d'un camps militaire, la position étant alors un enjeu stratégique. Cependant, le thermalisme décliner lors des invasions barbares.  

### Le Moyen Âge
Le tourisme pyrénéen du Moyen Âge s’est essentiellement construit autour du pèlerinage de Saint-Jacques-de-Compostelle. Il s'agit d'un pèlerinage catholique, mettant en avant la figure sainte de l’apôtre saint Jacques le Majeur. Ce pèlerinage, encore pratiqué aujourd’hui, accueille plus de 350 000 pèlerins chaque année.
Le pèlerinage de Compostelle est apparu peu avant le Xe siècle et vénère l'apôtre Jacques le Majeur, saint patron de l’Espagne. Deux légendes des IXe et Xe siècles racontent que son corps décapité aurait été miraculeusement mené sur une barque jusqu’en Galice, à Saint-Jacques de Compostelle, où il aurait été enterré. Son tombeau aurait été ensuite oublié, puis retrouvé par l'ermite Pelayo (Pélage) grâce à une lumière divine, le 25 juillet 813. Cette date n’apparaît que dans la légende et n’a aucune vérité historique. Autour du IXe siècle, son tombeau, situé à Saint-Jacques de Compostelle, gagne en importance pour devenir un pèlerinage de la péninsule Ibérique. Par la suite, sa réputation va s'élargir au-delà des Pyrénées, on retrouve des premières traces de visiteurs notables vers les années 950. Cependant, le pèlerinage perdit son influence lors des incursions musulmanes menées dans le Nord de l'Espagne durant le dernier quart du Xe siècle, notamment en 997, lors du sac de la ville par El Mansour. Mais la mort de ce dernier en l'an 1002 va permettre la réouverture du chemin de Compostelle. Saint-Jacques de Compostelle connaît son apogée en 1100 grâce à l'évêque Diego Gelmírez, promu archevêque en 1120. En 1124, Gelmirez finit l'édification d'une cathédrale dont la construction avait débuté en 1078. Saint-Jacques de Compostelle s'est alors hissée dans la chrétienté afin d'en devenir un grand sanctuaire. Dès les XIe et XIIe siècles, de nombreux personnages illustres se rendent à Compostelle, tels que le duc d'Aquitaine Guillaume X en 1137, le roi de Castille Alphonse VIII et le roi de France Louis VII en 1154. Durant tout le Moyen Âge, le passage des pèlerins a pu être à l'origine de la création d'infrastructures utiles aux populations locales. Ainsi, se sont développés les édifices liés au tourisme, principalement des auberges. La prolifération des bâtiments médicaux est entre autres due au passage des pèlerins car, comme pour les églises canoniales situées sur le chemin de Saint-Jacques-de-Compostelle, leurs revenus provenaient principalement des pèlerins. D'autres édifices profitent, dans d'autres mesures, de leur position sur les chemins jacquaires, tels que les châteaux, églises ou bastides. L'entretien des chemins et des constructions liées, principalement les ponts, est également favorisé par la circulation sur les chemins de Saint-Jacques. Précisons également que si de nombreux pèlerins empruntaient les chemins de Compostelle, tous n'avaient pas pour objectif d'atteindre le tombeau du saint et beaucoup se rendaient sur des lieux de cultes plus locaux, ne suivant alors qu'un tronçon du chemin.  
Si dans un premier temps, le Moyen Âge a abandonné le thermalisme, entre autres parce que ses origines étaient païennes, les maladies, notamment la lèpre, survenues lors des croisades entre les XIe et XIIIe siècles, ont remis en avant le thermalisme pour ses bienfaits curatifs. Les rois de France furent des acteurs majeurs de la redécouverte du thermalisme au Moyen Âge, en commençant par Charlemagne qui ordonna la construction d'un vaste bassin à Aix-la-Chapelle, l'ensemble des sources du royaume recommencèrent alors à être visitées. Henri IV, en 1603, nomma des intendants chargés d'administrer les sources de l'ensemble de la France. De là, sont apparus les premiers commerces d'eau en bouteille. Le grand-père d'Henri IV, Jean d’Albret, avait déjà constaté les effets bénéfiques des sources thermales d'Eaux-Bonnes et d'Eaux-Chaudes, dans les Pyrénées. Elles furent notamment capables de soigner les blessures de ses soldats lorsqu'il revint de la bataille de Pavie. Sous le règne de Louis XIV, c'est la Société royale de médecine qui distribue des autorisations d'exploitation des sources. En 1677, l'Académie des sciences s'y intéresse à son tour et commande une étude chimique des sources. Le duc de Maine, fils de Louis XIV, vint soigner sa scrofule à Eaux-Bonnes et Eaux-Chaudes ; la réussite de sa cure contribua à la renommée de ces deux sources.

### LeXIXesiècle
Le XIXe siècle a été marqué par une transformation du tourisme. Les Pyrénées n'ont pas été épargnées par celle-ci, en témoigne la naissance du pyrénéisme. 

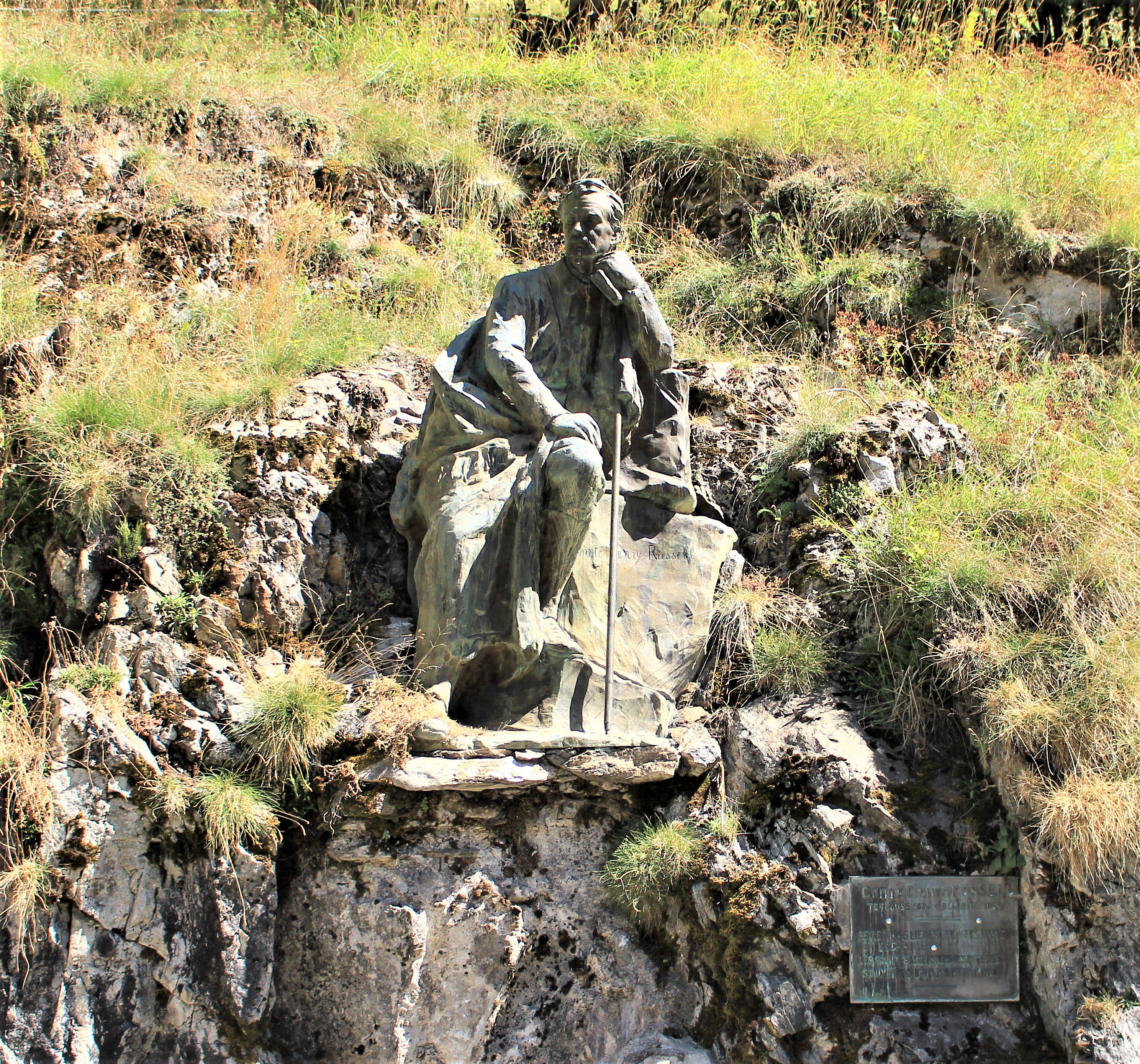
Statue du compte Henry Russell à Gavarnie-Gèdre dans les Hautes-Pyrénées. La statue s'inspire d'une photographie prise par son ami M. Meys, pendant que Russel dormait. Ladite photographie s'accompagnait alors de la légende « L'auteur endormi sur les montagnes dans son sac de peaux d'agneaux »

Au XIXe siècle, la perception des Pyrénées change, notamment au travers de l'émergence des premières grandes figures. Elles vont chercher à mieux connaître ces montagnes, à les parcourir de long en large et à gravir leurs sommets. Elles vont transformer le tourisme mondain en un tourisme avide de découvertes, de défis et de savoir. En 1802, Ramond de Carbonnières réalise l'ascension du mont Perdu après 10 ans de tentatives. Il devient l'un des premiers à parcourir les Pyrénées centrales et est également l'un des rares à voyager à pied, le tourisme de l'époque, davantage mondain, préfère se déplacer en diligence ou à cheval sur ces routes escarpées. Par ses exploits et sa vision des Pyrénées, Ramond de Carbonnières a été à l'origine du mouvement pyrénéiste. Après lui, de nouvelles grandes figures vont se distinguer, on retrouve parmi elles, Anne Lister qui réalise la première ascension touristique du Vignemale. De 1825 à 1827, Peytier, Hossard, Corabœuf et Testu triangulent les Pyrénées. En 1834, Vincent de Chausenque publie Les Pyrénées, ou voyages pédestres dans toutes les régions de ces montagnes. Il y relate différents aspects du massif : des études scientifiques sur la faune, la flore et la géologie de ces montagnes, des réflexions philosophiques et ethnologiques et des récits. L'une des figures les plus illustres du courant pyrénéiste est celle d'Henry Russell. Né à Toulouse et d'origine Irlandaise, le compte Russell est à l'origine de plusieurs grandes ascensions. Le 16 juillet 1865, il gravit et bivouaque sur l'Aneto (3 404 m). De même, il réalise la première ascension du Petit Nethou (3 205 m), rebaptisé pic Russell en son honneur, c'est l'une de ses 30 premières ascensions. Il s'illustre particulièrement avec le Vignemale où il fait creuser plusieurs grottes. Il les aménage pour y passer la nuit et elles peuvent être encore utilisées aujourd'hui. Son sac de couchage en peau de mouton est un ancêtre de ceux utilisés aujourd'hui.    
Le terme de pyrénéisme est employé pour la première fois par Henri Beraldi en 1898. Il associe ce terme à « ascensionner », « sentir » et « écrire ». Il s'agit, selon lui, de transmettre la découverte des Pyrénées au travers de la science et de l'art. Le pyrénéisme est créé pour s'opposer à l'alpinisme et permettre aux découvreurs des Pyrénées de se détacher de ceux des Alpes.    
Le thermalisme apparaît, de nouveau, comme un avantage pour les Pyrénées et son tourisme. Au XIXe siècle, il participe au désenclavement du massif avec la construction de routes carrossables reliant les villes d'eaux. S'étendent également des routes secondaires autour de ces stations thermales, permettant alors aux populations locales d'être plus facilement reliées aux grandes villes. Lesdites stations connaissent alors une augmentation du flux touristique, attiré par cette nouvelle facilité d'accès. Cet afflux est renforcé par l'apparition du train, remplaçant progressivement l'usage des diligences qui reliaient Paris jusqu'aux Pyrénées.

### LeXXesiècle

#### Le développement du ski auXXesiècle
L'apparition du ski dans les Pyrénées remonte au début du XXe siècle, principalement lors de l'hiver 1901-1902. Il présente donc un léger retard sur les Alpes qui s'y étaient mises dès la fin du XIXe siècle. La pratique du ski va rapidement connaître ses premiers succès. De fait, les hivers de 1903 à 1905 vont être marqués par les exploits de skieurs célèbres dans le massif pyrénéen. Le ski leur a alors servi de moyen de locomotions lors des premières hivernales, c'est-à-dire lors des premières ascensions de sommets en hiver. Parmi eux, plusieurs « 3 000 » ressortent tels que le Néthou (aussi appelé Aneto, 3 404 m) ou le mont Perdu (3 352 m). Ces skieurs sont tous membres du club alpin français et sont adeptes du pyrénéisme. Cette naissance du ski dans les Pyrénées, et dans les massifs français en général, est liée à différentes évolutions du XXe siècle. Précisons d'abord que le ski est essentiellement pratiqué par des citadins issus de classes sociales aisées. Il s'agit surtout d'une activité de plaisir servant à combler le temps libéré par les nouvelles modalités de travail liées au monde industriel, tout en brisant la routine du quotidien. La pratique du ski découle également d'une volonté de rapprochement avec la nature. Elle s'inscrit, avec d'autres d'activités en plein air, dans un dessein de reprise de contact avec la nature pour ses vertus curatives et régénérantes.  
À partir de 1907, la Fédération des Sociétés pyrénéistes lance une campagne publicitaire dont l'objectif est d'étendre la pratique du ski au sein de toutes les classes sociales. Cette volonté de propagation des sports d'hiver a contribué au désenclavement économique, politique et culturel des Pyrénées. L'apport économique provient de la reconversion saisonnière des stations thermales en stations d'hiver. Cette campagne publicitaire promeut alors une montagne urbanisée. En effet, elle met davantage en avant les structures hôtelières, les stations de ski et la qualité de l'enneigement. En 1903 est créé la société Luchon-ski. Puis, entre 1907 et 1915, d'autres initiatives suivent le pas, autant dans des grands villages pyrénéens, notamment des stations thermales, que dans des villes dites de plaine, allant jusqu'à Bordeaux. Ces stations de ski se sont fixées pour objectifs de créer une industrie alternative à celles n'existant que l'été pour ainsi contribuer au « bien-être général. » À titre d'exemple, on retrouve le Ski-Club cauterésien. Cauterets était, au départ, une ville thermale construite au XIe siècle. La ville s'est progressivement tournée vers le tourisme d'hiver pour devenir aujourd'hui une importante station de ski. L'instauration d'évènements accompagne la campagne publicitaire. Ainsi, en février 1908, les skis clubs de Pau et de Bagnères-de-Bigorre organisent leurs premières fêtes hivernales, elles se déroulent en partie proche d'Eaux-Bonnes, une station thermale. Cet événement est un concours sportif qui regroupe tous les acteurs touristiques intéressés par l'avènement du ski. Ces fêtes hivernales gravitent essentiellement autour du ski nordique jusque dans les années 1920, à partir de là elles vont intégrer les courses de descentes et des épreuves de saut. Ces épreuves sportives sont davantage utilisées pour leur attrait touristique que pour la compétition en elle-même. Les résultats touristiques du début du XXe siècle demeurent cependant mitigés. 
Cependant, là où le ski a connu un réel essor dans les Alpes, il ne connaît toujours pas ce succès dans les Pyrénées. Malgré les différentes tentatives misent en place, le ski pyrénéen reste avant tout un loisir destiné aux classes les plus aisées. Différentes raisons expliquent cet échec, d'une part les conditions topographiques et climatiques des Pyrénées, mais surtout un rejet du ski par les habitants du massif. Ces deux raisons sont étroitement liées, par exemple, les terrains accidentés des Pyrénées ne permettent pas une utilisation des skis comme moyen de locomotion au quotidien. Le ski n'a donc pas rencontré une popularité immédiate et universelle. Les skieurs, notamment venues des villes et les montagnards locaux s'opposaient sur leur perception de l'hiver. Les citadins voyaient la neige comme une nouvelle activité, tandis que les Pyrénéens percevaient l'hiver comme une saison rude et inhospitalière. Cette vision perpétuée par les habitants du massif s'explique par la mortalité durant les mois d'hiver en raison des avalanches, du froid et des accidents ; cette représentation a également été détériorée par les nombreuses légendes de la région. De même, cette divergence de point de vue se ressentait dans le contact entre les deux populations ; on retrouve ainsi des traces de nombreuses moqueries échangées de part et d'autre. Caricaturalement, les gens de villes arboraient un ton condescendant tandis que les autochtones affichaient une méfiance, voire un rejet, des touristes et des visiteurs.
Néanmoins, les années 1930 connaissent un rapprochement entre les urbains et les montagnards. C'est d'abord la Première Guerre mondiale qui a contribué à rapprocher ces deux populations. D'autre part, l'expansion du modèle de compétition et l'homogénéisation culturelle ont contribué à effacer les différences culturelles entre les habitants des Pyrénées et ceux des villes. Ainsi, le tourisme d'hiver connaît son premier véritable envol. Les classes les plus défavorisées font leur apparition dans les stations de ski, augmentant largement le flux touristique. Des villages de montagne sont alors transformés en des stations de ski plus imposantes et plus équipées que les précédentes. Les capitaux nécessaires à ces nouvelles installations étant conséquents, les communes font généralement appel à des investissements privés. Certes, les municipalités cherchent à développer le tourisme, cependant, elles veillent aussi à ce que le tourisme ne porte pas atteinte à la vie locale. Ainsi, les capitaux privilégiés proviennent d'initiatives locales, un certain nombre de projet ont été refusés comme l'installation de téléphériques au cœur de certaines villes, jugés comme déstructurant pour le territoire ; l'objectif était alors de protéger la région quitte à renoncer à certaines modernisations. À partir de 1935, les initiatives publiques commencent à éclipser les fonds privés. Les pouvoirs publics interviennent alors avec la supervisions, et le cas échéant l'aide, des projets touristiques d'hiver. À titre d'exemple, en 1936, le département des Hautes Pyrénées investit 450 000 anciens francs dans différentes installations. Les municipalités reprennent alors le contrôles sur le développement du tourisme.
Durant la seconde moitié du XXe siècle, le tourisme d'hiver dans les Pyrénées continue à se développer tout en conservant deux défauts. Premièrement, le tourisme hivernal n'attire pas assez les classes les moins aisées ; en 1964 et dans l'ensemble de la France, 12,8% des cadres supérieurs séjournaient dans les stations d'hiver contre 0,7% chez les ouvriers. Deuxièmement, le tourisme hivernal des Pyrénées reste toujours loin derrière les Alpes en termes de flux touristiques ; en 1964, les Pyrénées comptent un total de 90 équipements liés aux stations d'hiver (transports, téléphériques et câbles divers) contre 529 dans les Alpes. Précisons qu'au XXe siècle, le massif pyrénéen attire que peu les touristes étrangers. Les stations pyrénéennes comptent un taux de touristes étrangers deux fois inférieur à la moyenne française. Les revenues des stations pyrénéennes, bien qu'importants pour le massif, demeurent négligeables par rapport à l'ensemble de la France.

## Activités touristiques
Le tourisme dans les Pyrénées est représenté par un large panel d'activités : thermalisme, randonnées, pèlerinage, activités sportives et culturelles. Les espaces touristiques varient également, allant des littoraux méditerranéens et atlantiques à la haute montagne, en passant par différentes vallées aux paysages disparates. Les saisons touristiques sont, quant à elles, fluctuantes, variant entre des mois plus calmes et des moments concentrant une forte densité touristique en hiver et en été. La période estival représentant l'apogée du tourisme annuel, notamment durant les mois de juillet et août qui concentrent près de la moitié de la fréquentation des hébergements collectifs. Le tourisme demeure l'une des principales sources d'emploi de la région avec 17 000 postes, soit près de 10% de l'emploi du territoire. L'évolution du tourisme dans les Pyrénées se situe notamment en périphérie, avec une augmentation globale sur les côtes et une diminution au pied du massif. Quelques rares vallées subissent aussi une augmentation du tourisme, notamment celles desservies par des axes ferroviaires comme la vallée de la Têt.

### Le tourisme hivernal
Le tourisme hivernal représente une part non négligeable de l'économie pyrénéenne, ainsi, on comptait environ 1,7 million de nuitées dans les espaces touristiques durant l'hiver 2023. On retrouve principalement un tourisme lié au ski avec 1,2 million de nuitées sur la même année. Cependant ce chiffre reste en baisse par rapport aux années précédentes. En 2019, ces chiffres s'élevaient respectivement à 1,9 et 1,4 million de nuitées,.